# جمال أندرسون
جمال أندرسون (بالإنجليزية: Jamaal Anderson)‏ هو لاعب كرة قدم أمريكية أمريكي، ولد في 6 فبراير 1986 في ليتل روك في الولايات المتحدة.

## وصلات خارجية
- جمال أندرسون على موقع مرجع كرة القدم المحترفة.كوم (الإنجليزية)